# Riesenfroschschnecke

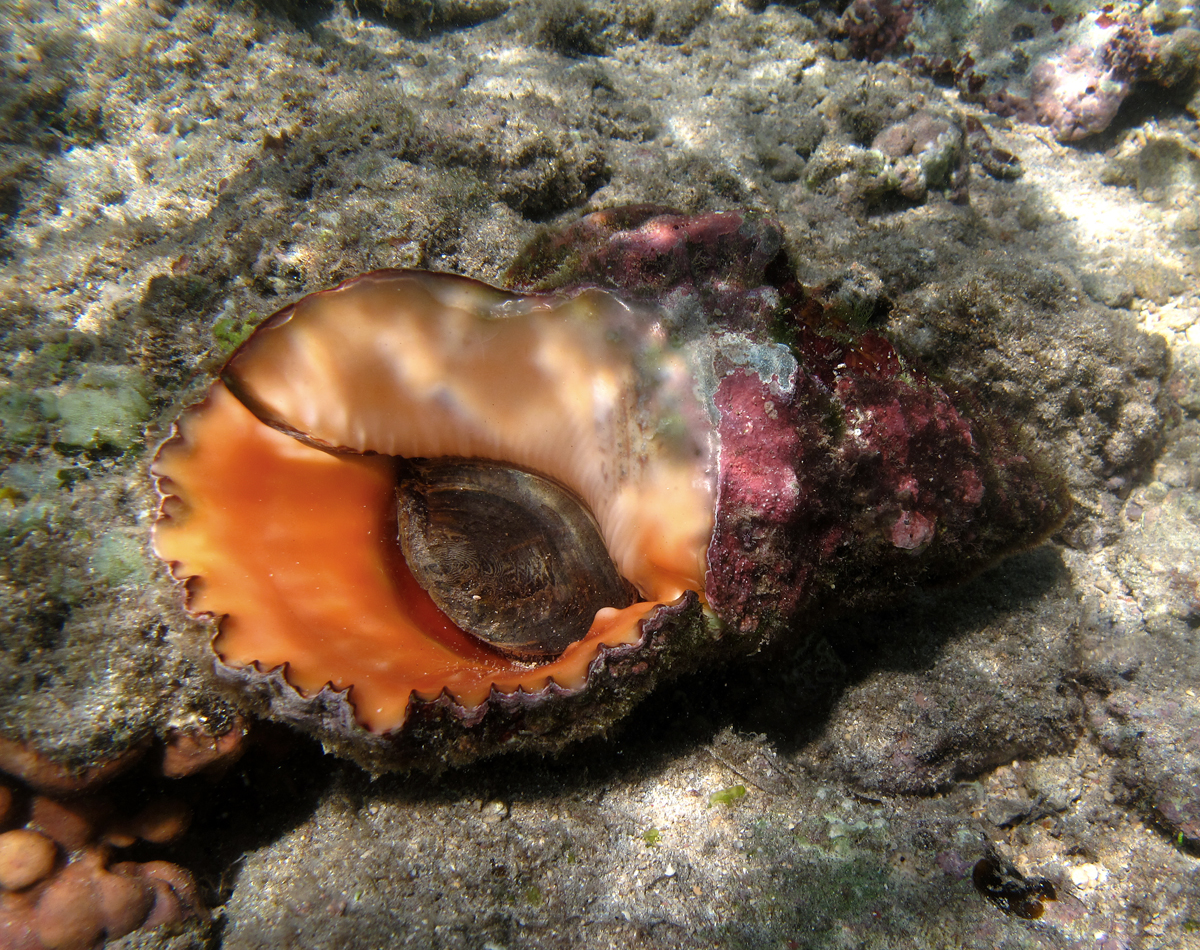
Tutufa bubo, Réunion

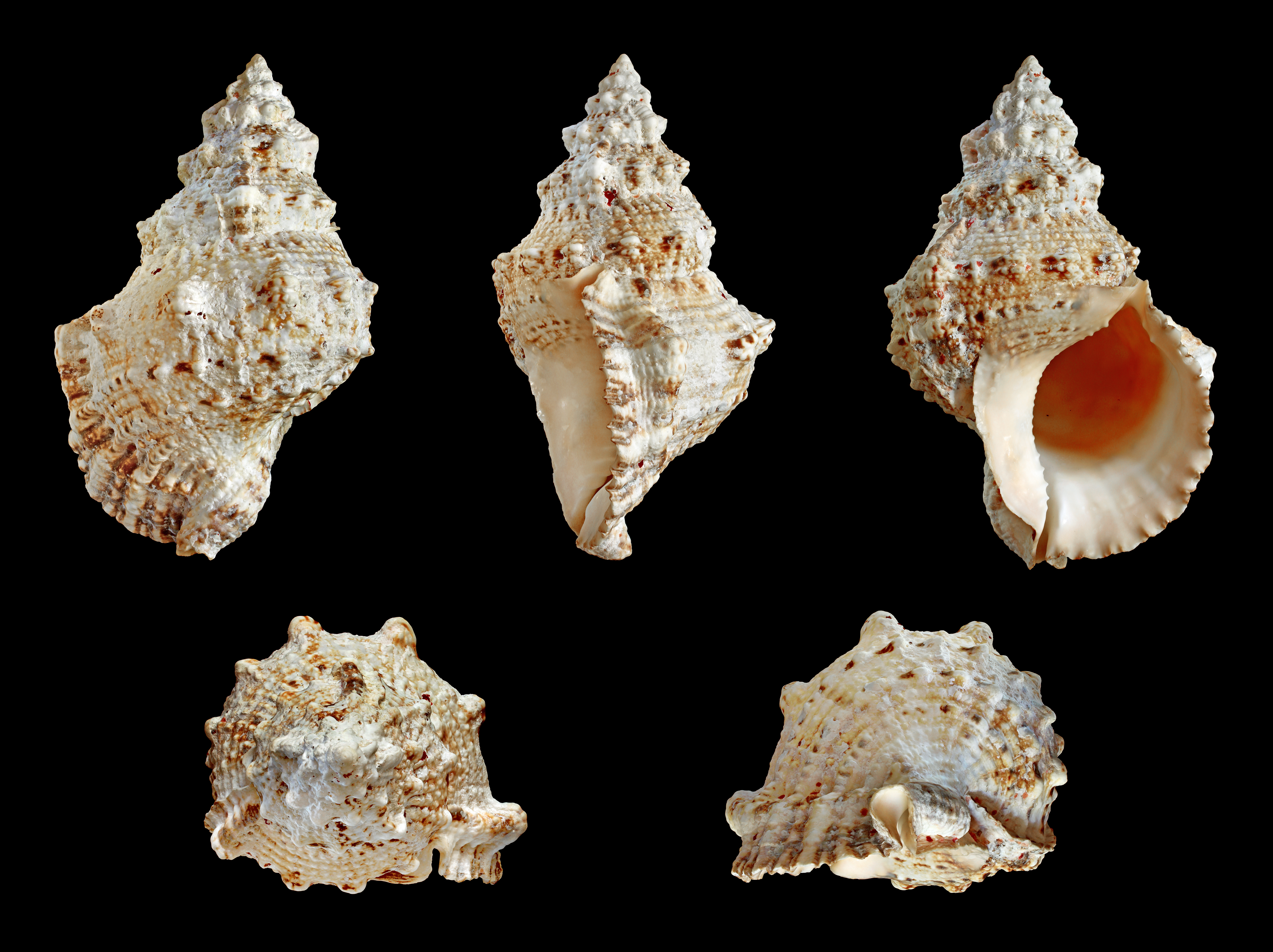
Gehäuse von Tutufa bubo

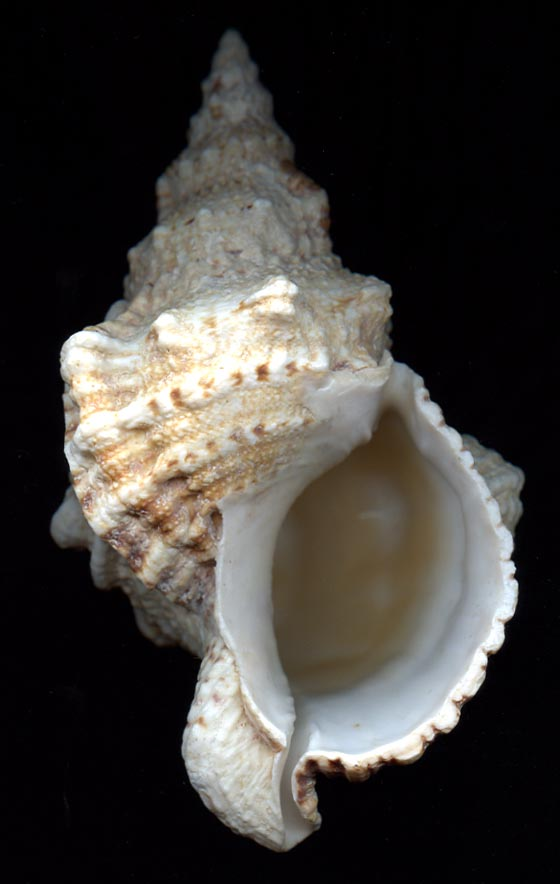
Gehäuse von Tutufa bubo

Die Riesenfroschschnecke (Tutufa bubo) ist eine große räuberisch lebende Schnecke aus der Familie der Froschschnecken (Gattung Tutufa), die im Roten Meer und Indopazifik verbreitet ist.

## Merkmale
Das Schneckenhaus von Tutufa bubo hat ein mäßig hohes Gewinde, mäßig aufgeweitete Lippen der einheitlich fleischfarbenen bis weißen, näherungsweise kreisförmigen Gehäusemündung und mäßig langen vorderen Siphonalkanal mit einer großen Fasciole. Die äußere Gehäuseoberfläche ist mit drei oder mehr größeren Reihen zusammengedrückter Knoten skulpturiert, die meist an der Peripherie und den Varices am größten sind. Der Körperumgang ist bei vielen durch eine untere Reihe von Knoten mit annähernder Größe der peripheren Knoten zweiwinklig gestaltet. Die übrige Gehäuseoberfläche weist viele dichte Reihe unregelmäßiger eng gerundeter Falten auf, so dass die gesamte Oberfläche grob und unregelmäßig knotig erscheint. Die äußere Lippe der Gehäusemündung ist breit ausgeweitet, ihre äußere Kante durch äußere Rippen gefingert. Das Innere des Gehäuses ist bei großen Adulttieren glatt, doch weist es bei Jungtieren eine Reihe mit 12 bis 14 kleinen, spitzen Knötchen auf. Auch die innere Lippe ist breit aufgeweitet mit einer schmalen Parietalrippe, die den recht kurzen Analkanal einengt, und durch niedrige, einfache Faltungen über die ganze Höhe unter der Parietalrippe umgefaltet. Die Fasciole am Siphonalkanal kann sehr ausgeprägt sein, meist jedoch weniger als bei Tutufa bufo. Die Gehäuseoberfläche ist außen kremfarben bis blass braun und fein und unregelmäßig mit mittel- bis dunkelrotbraunen Farbspritzern befleckt. Das Haus erreicht bei ausgewachsenen Schnecken rund 25 cm, Höhe bei einem Durchmesser von etwa 16 cm, wird zuweilen aber bis zu 30 cm hoch.

## Verbreitung und Lebensraum
Tutufa bubo ist im Roten Meer und im Indopazifik verbreitet. Die Schnecke findet sich vor allem auf Korallenriffen und Felsen unter der Gezeitenzone bis in Tiefen von 180 m und nur gelegentlich in der Gezeitenzone.

## Lebenszyklus
Wie andere Froschschnecken ist Tutufa bubo getrenntgeschlechtlich. Das Männchen begattet das Weibchen mit seinem Penis. Aus den Eiern schlüpfen Veliger-Larven, die bis zur Metamorphose zur fertigen Schnecke als Plankton leben.

## Nahrung
Tutufa bubo ernährt sich unter anderem von Stachelhäutern, darunter Seesternen.